# Жаров, Иннокентий Сергеевич
Жаров Иннокентий Сергеевич — российский легкоатлет, многократный Чемпион России в беге на 400 м., обладатель рекорда России в эстафете 4 по 100 м. Участник Летних Олимпийских Игр в Атланте в составе Сборной России в 1996 г.

## Спортивная биография
В легкой атлетике с 1985 года. Выступал за Военный Институт Физической Культуры Санкт-Петербурга. Первым тренером был Ершов Сергей Федорович. Позднее тренировался у Иванеева Сергея Юрьевича. Тренерскую работу начал с 1996 г.
Мастер спорта России международного класса по легкой атлетике (1993 г.).
Чемпион России по легкой атлетике 1993, 1995 г.г. (эстафета 4 по 400 м.), 1998 г. (400 м.).
Серебряный призёр Всемирной Универсиады 1995 г. в Фукуоке (Япония)
Участник Летних Олимпийских игр 1996 в Атланте (США).
Бронзовый призёр Кубка Европы по легкой атлетике 1997 г. в Мюнхене (Германия). (эстафета 4 по 400 м.).
Серебряный призёр Всемирных Игр Военнослужащих 1999 г. в Загребе (Хорватия). (эстафета 4 по 400 м.).
Рекордсмен Российской Федерации в эстафете 4 по 100 м с 1990 года по настоящее время.
С 2010 года — тренер по скоростно-силовой подготовке в Клубе американского футбола «Санкт-Петербургские Грифоны».
Чемпион России по американскому футболу 2015 г.
Обладатель Кубка России по американскому футболу 2020 г.
Вице-чемпион России по американскому футболу 2013, 2017 г.
Бронзовый призёр чемпионата России по американскому футболу 2012 г.

## Лучшие результаты в легкой атлетике
| Турнир               | Дисциплина          | Результат | Место |
| -------------------- | ------------------- | --------- | ----- |
| Москва 1993          | 400 м               | 45,88     | 2     |
| Москва 1993          | Эстафета 4 по 400 м | 3.06,39   | 1     |
| Санкт-Петербург 1994 | Эстафета 4 по 400 м | 3.07,29   | 2     |
| Москва 1995          | 400 м               | 46,32     | 3     |
| Москва 1995          | Эстафета 4 по 400 м | 3.07,57   | 1     |
| Санкт-Петербург 1996 | 400 м               | 46,04     | 2     |
| Тула 1997            | 400 м               | 46,05     | 2     |
| Тула 1997            | Эстафета 4 по 400 м | 3.07,49   | 2     |
| Москва 1998          | 400 м               | 46,24     | 1     |

| Город               | Вид          | Результат | Ветер | Дата       |
| ------------------- | ------------ | --------- | ----- | ---------- |
| Москва              | 100 м        | 10,37     | +2,0  | 03.08.1991 |
| Брянск              | 100 м        | 10,06     | +2,0  | 10.08.1990 |
| Санкт-Петербург     | 200 м        | 20,74     | +1,1  | 30.07.1995 |
| Москва              | 300 м в пом. | 33,62     |       | 04.02.1994 |
| Москва              | 400 м        | 45,88     |       | 20.06.1993 |
| Москва              | 400 м в пом. | 47,95     |       | 18.02.1999 |
| Сплит (Хорватия)    | 4 по 100 м   | 38,46     |       | 01.09.1990 |
| Штутгарт (Германия) | 4 по 400 м   | 3.01,51   |       | 21.08.1993 |